# 티아 밸러드
티아 린 밸러드(영어: Tia Lynn Ballard, 1986년 5월 11일 ~ )는 미국의 성우이다. 일본 애니메이션 《알바 뛰는 마왕님!》의 치호 역, 《페어리 테일》의 해피 역, 《리틀 버스터즈!》의 코마리 역이 대표작이다.

## 성우 출연작 목록

### 일본 애니메이션
| 제목                     | 영어 제목                    | 배역            | 비고 |
| ------------------------ | ---------------------------- | --------------- | ---- |
| 어떤 과학의 초전자포     | A Certain Scientific Railgun | 아와쓰키 마아야 |      |
| 바보와 시험과 소환수     | Baka and Test                | 사토 미호       |      |
| 데이트 어 라이브         | Date A Live                  | 요시노          |      |
| 데드맨 원더랜드          | Deadman Wonderland           | 다이다 히바나   |      |
| 알바 뛰는 마왕님!        | The Devil Is a Part-Timer!   | 사사키 치호     |      |
| 페어리 테일              | Fairy Tail                   | 해피            |      |
| 리틀 버스터즈!           | Little Busters!              | 카미키타 코마리 |      |
| 마켄키!                  | Maken-ki!                    | 구시야 이나호   |      |
| 프리즌 스쿨              | Prison School                | 구리하라 마이   |      |
| 로자리오와 뱀파이어      | Rosario + Vampire            | 시라유키 미조레 |      |
| 셀렉터 인펙티드 위크로스 | Selector Infected WIXOSS     | 하나무라 이토에 |      |
| 종말의 세라프            | Seraph of the End            | 햐쿠야 다이치   |      |
| 썸머 워즈                | Summer Wars                  | 진노우치 가나   |      |